# Schullehrerseminarhaus (Lübeck)
Das Schullehrersemiarhaus zu Lübeck beherbergte, bis es mit der Entlassung seines letzten Kurses zu Ostern 1925 aufgelöst wurde, das Lübeckische Lehrerseminar. Danach wurde sein Direktor Leiter der das Gebäude beziehenden v. Großheim’schen Realschule. Mit der Schließung der Schule im Jahr 1931 war hier die Nebenschule der in derselben Straße befindlichen Marien-Schule. Heute befindet sich in dem Gebäude das Förderzentrum Berend-Schröder-Schule.

## Geschichte

### Vorgeschichte

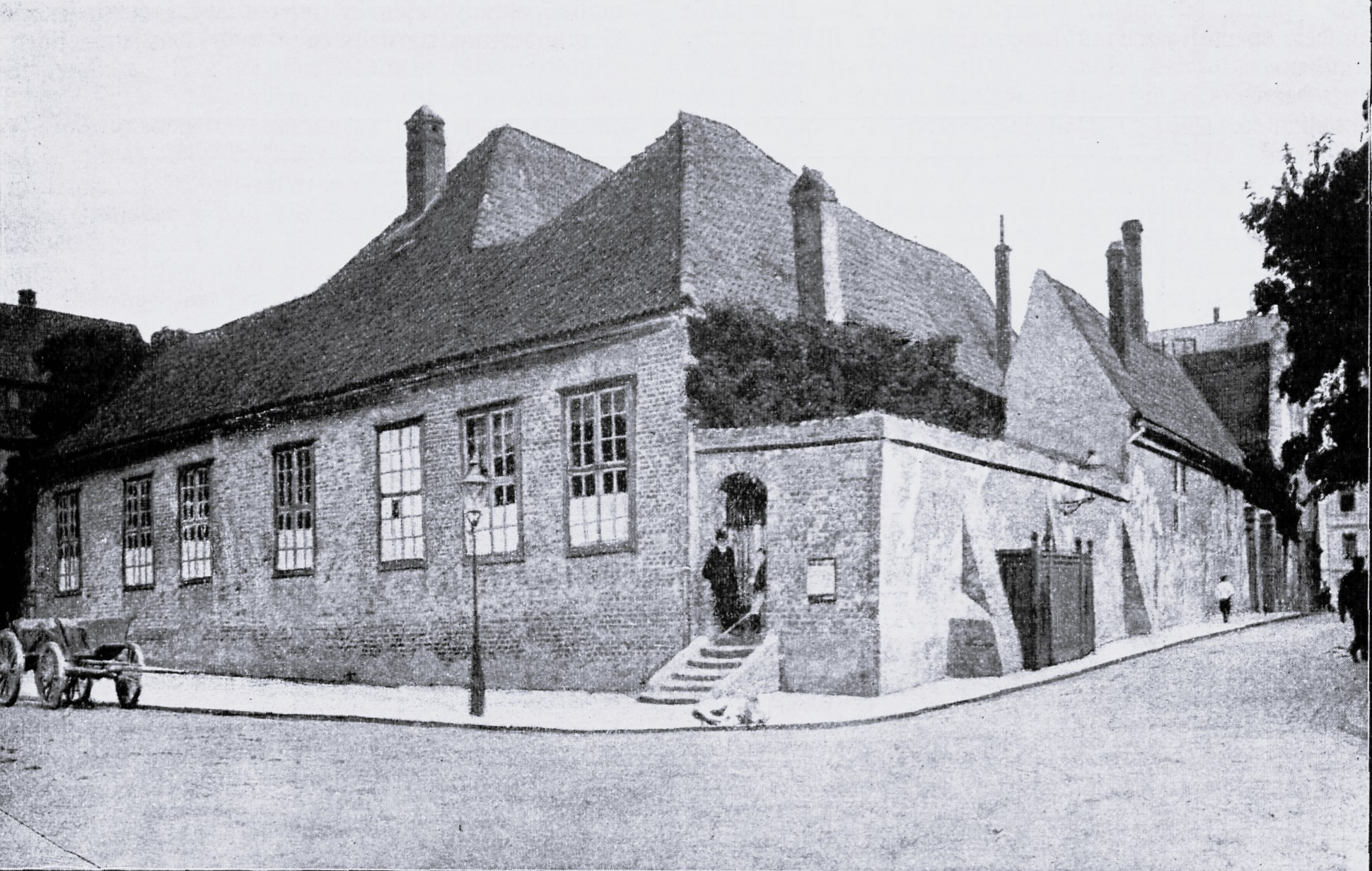
Gewerbeschule

Ursprünglich führte das Schullehrer-Seminar in verschiedenen Schulen und den Privathäusern der Vorsteher des von der Gesellschaft zur Beförderung gemeinnütziger Tätigkeit verwalteten Instituts ein wanderndes Dasein, bevor es in den Räumen der alten Gewerbeschule oberhalb der Dankwartsgrube untergebracht wurde. Dieses altertümliche Gebäude hatte zuvor schon mehreren Schulen, die anderweitig kein Unterkommen finden konnten, als Zufluchtsstätte gedient.
Nach den Plänen des Baudirektors Gustav Schaumann, zu denen der Schulrat Georg Hermann Schröder Anregungen gab, wurden, nachdem dieser nach Frankfurt am Main berufen wurde, unter der Leitung seines Nachfolgers Johannes Baltzer ausgeführt.

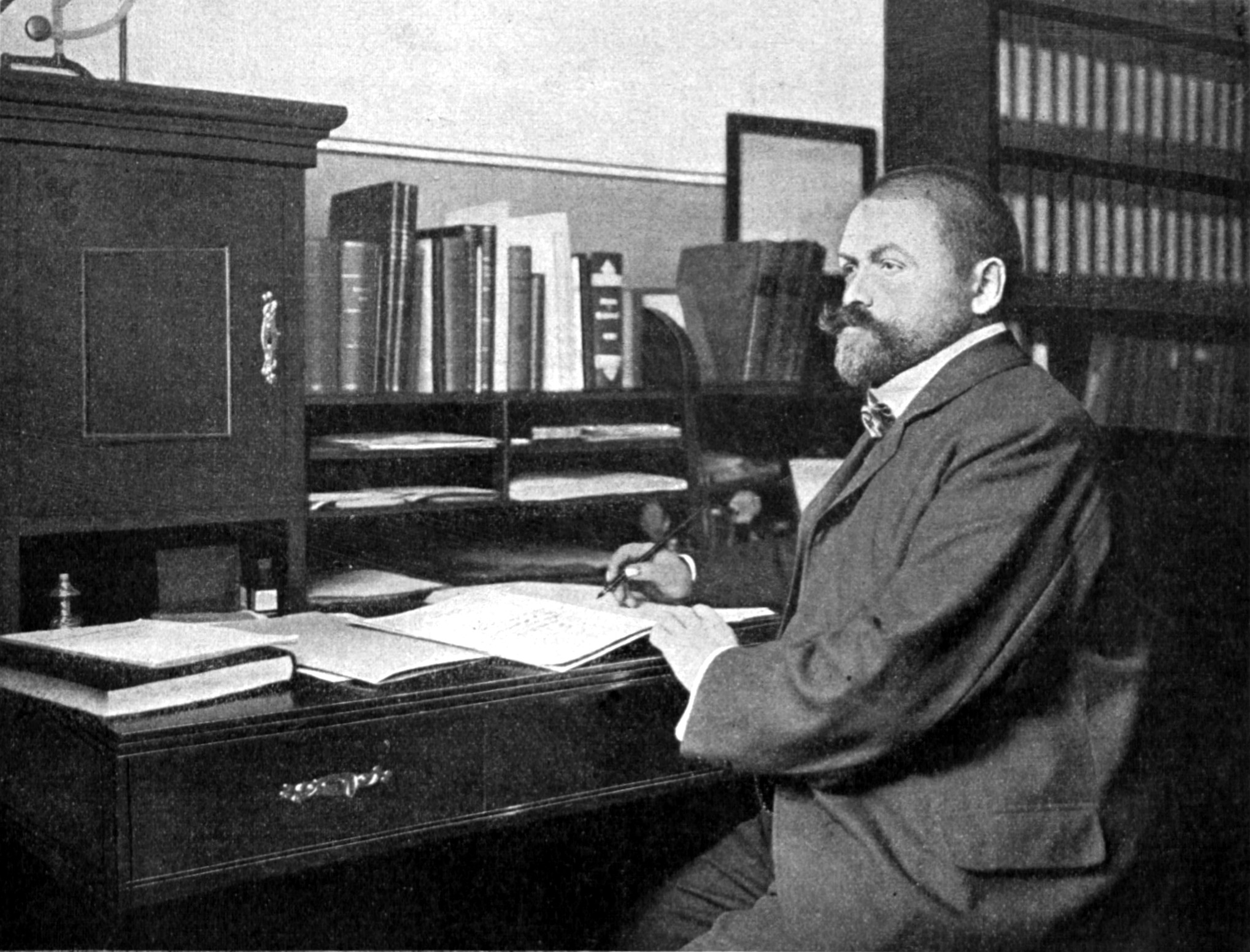
Albin Möbusz

Zum 1. Oktober 1903 wurde das private Institut des Schullehrerseminars aufgelöst und verstaatlicht. Zeitgleich wurde der Oberlehrer Dr. Albin Möbusz von der Ernestinenschule vom Lübecker Senat zu dessen ersten Direktor ernannt. Nachdem das Gebäude am 9. Oktober 1903 von der Baudeputation an die Oberschulbehörde übergeben und am 11. Oktober 1903 von den Mitgliedern der Bürgerschaft besichtigt wurde, wurde  der abseits der großen Verkehrswege am Langen Lohberg Nr. 24 belegene „Schulpalast“ seiner Bestimmung übergeben.
Die Oberschulbehörde ist eine ehemalige staatliche Behörde der Freien und Hansestadt Lübeck, die für die Aufsicht über die Schulen zuständig war. Sie war bis zur Eingliederung in die Provinz Schleswig-Holstein am 1. April 1937 für Lübecks Schulwesen verantwortlich. Sie übernahm neben der Stadtverwaltung auch die Aufgaben der unteren staatlichen Verwaltungsbehörden, also auch der Oberschulbehörde, im Namen des Staates. Heute ist Lübeck eine kreisfreie Stadt und nimmt daher als solche auch die Aufgaben eines Landkreises wahr. Daher ist die Oberschulbehörde heute nicht mehr als eigenständige Behörde existent. Ihre Aufgaben nimmt heute die Stadtverwaltung wahr.

### Seminar und Übungsschule

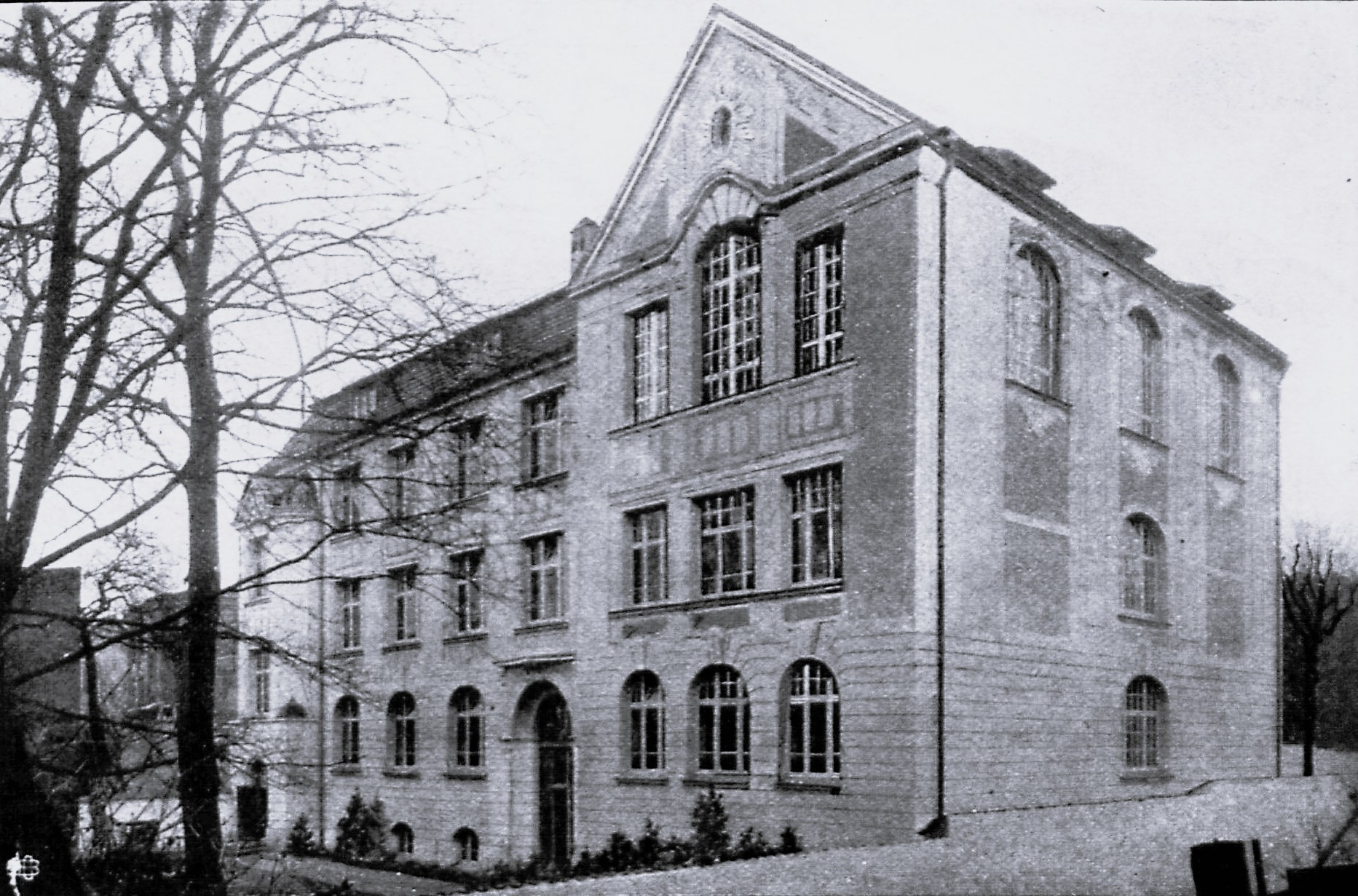
Schullehrer-Seminar und Übungsschule zu Lübeck

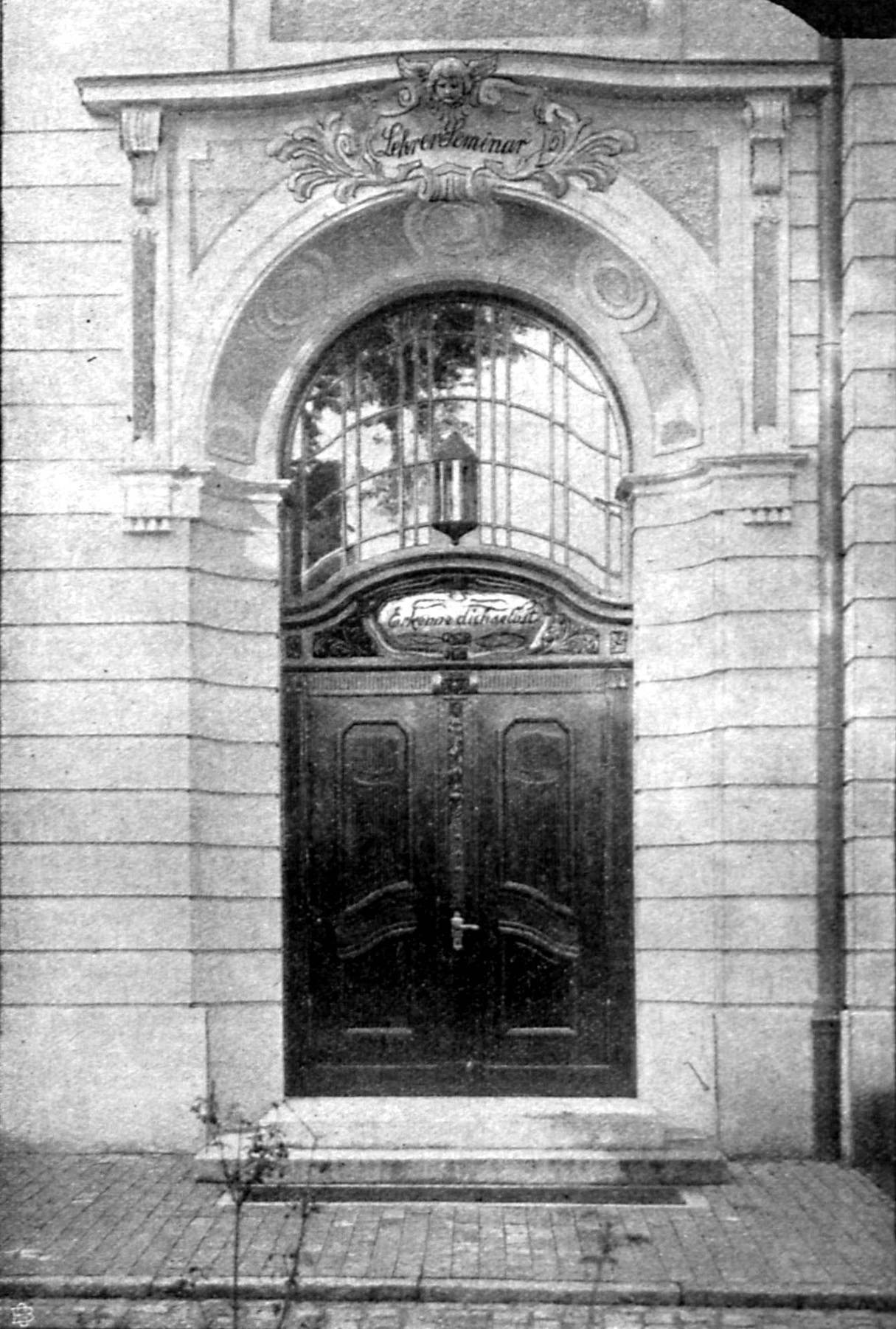
Haupteingang des Lehrerseminars

Das Seminargebäude, ein hoher reich gegliederter Putzbau, ist im hinteren Teil des einst Fehling’schen Grundstückes neben dem Garten des Hauses der Gemeinnützigen, nach der Glockengießerstraße an das Grundstück der Mittelschule grenzend, mit der repräsentativen Front über Langs Torweg nach dem Langen Lohberg angelegt worden. Über der Haupttür mahnt die Inschrift „Erkenne dich selbst“ den Bildungssuchenden zur Prüfung des eigenen „Ichs“. Dieser Spruch zierte einst den Apollotempel in Delphi.
Bei seiner Eröffnung umfasste das Haus in drei Stockwerken für das Seminar. Es gliederte sich in drei Klassenzimmer für je 24 Seminaristen, einen Zeichensaal für je 30 Seminaristen, ein gemeinschaftliches Lehrerversammlungszimmer, ein Lehrmittelzimmer, eine Aula, ein Physikzimmer mit Nebenraum, ein Direktorzimmer, ein Garderobenzimmer, ein Geigenzimmer und ein Wartezimmer für die Seminaristen beim Unterricht in der Übungsschule. Die Seminarübungsschule gliederte sich in 8 Klassenzimmer für je 50 und eines für 60 Schüler und 1 Amtszimmer des Hauptlehrers. Im Keller befanden sich die Wohnung für den Schulwärter und ein Brausebad für die Übungsschule.
In gesonderten Gebäuden befanden sich die Turnhalle und die Aborte für beide Schulen.
Neben dem sich den Haupteingang anschließenden Treppenhaus ermöglichte den Zöglingen des Seminars und der Übungsschule ein zweites den Aufgang in die oberen Stockwerke.
Die Übungsschule, die aus einer achtklassigen und einer einklassigen Volksschule (Landschule) bestand, war im Erdgeschoss und ersten Stockwerk untergebracht. Ihre Ausstattung war den Volksschulen entsprechend mit sogenannten Rettig-Bänken erfolgt. Im zweiten Stock war das eigentliche Seminar und die Aula. Sie waren mit Hippauf’schen Bänken ausgestattet.
Über weitere vom Erdgeschoss abwärts führende Stufen gelangte man auf den mit Klinkern in Sandbettung belegten Hof und Spielplatz. An seinen Außenkanten waren für Unterrichtszwecke bestimmte Botanische Anlagen. Über den Nachbarhäusern dominierte der Turm der Jakobikirche.
Dem Schulwärter stand eine SouterrainWohnung bestehend aus drei Zimmern, nebst Küche, Keller und Waschküche zur Verfügung. Diese war nicht an die Zentralheizung angeschlossen, da jene in den Ferien nicht genutzt werden würde. Die beiden Kessel der Niederdruck-Dampfheizung befanden sich im Vorderhaus. Große Zugluftkammern, vor deren Saugschächten Gebüsche das Eindringen von Staub verhinderten, belüfteten die Klassenzimmer und die Abluft über das Dach hinausführten.

### Aula

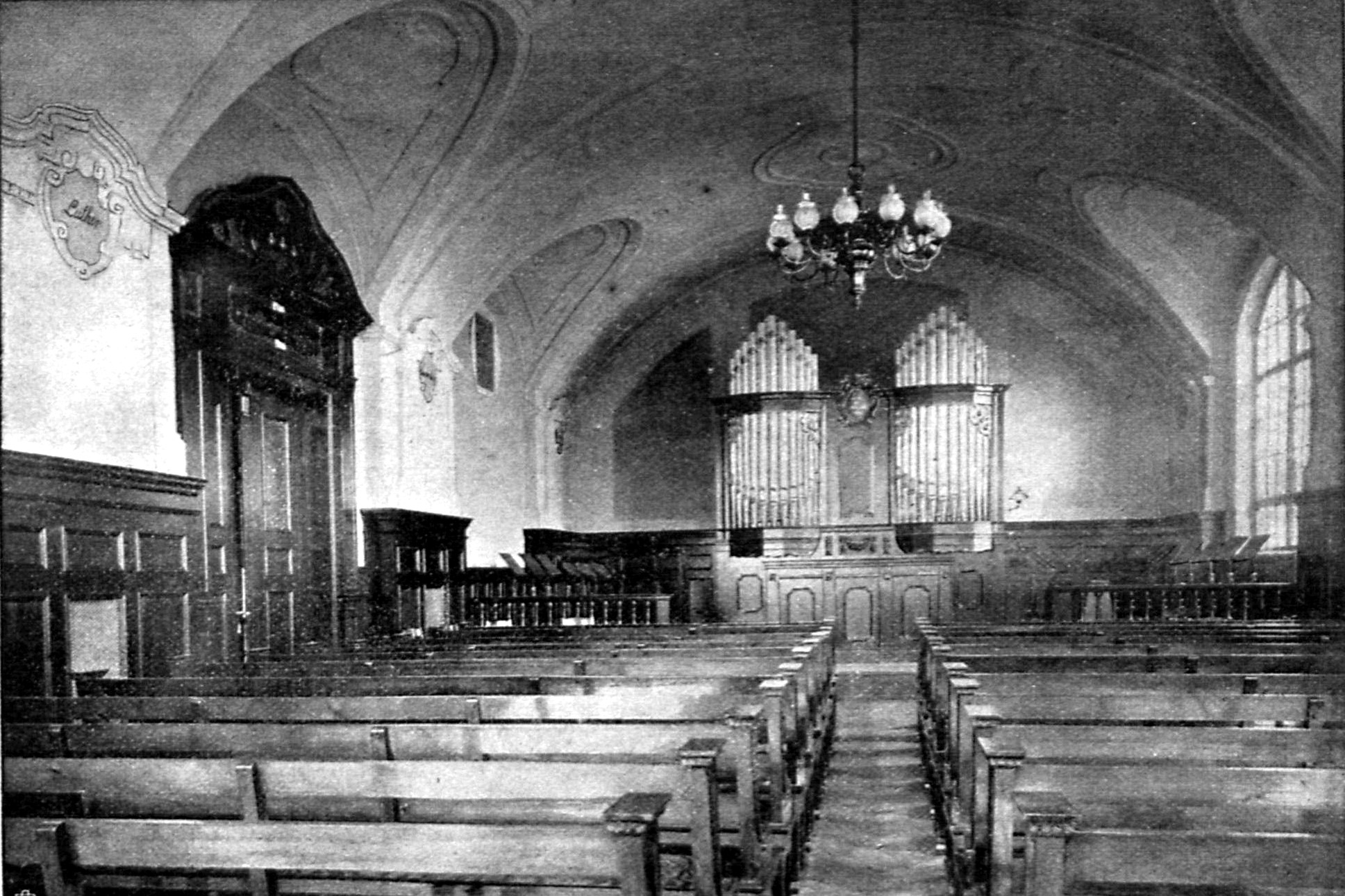
Aula

Die Aula ist im Rundbogenstil fast über zwei Stockwerke bis unter das überhöhte Dach reichend erbaut worden. Auf beiden Seiten der mit Stuckverzierungen versehenen Wände finden sich die Namen berühmter Reformatoren und Pädagogen. An der Eingangsseite findet man Comenius, Bugenhagen, Luther und Herbart ihr gegenüber Diesterweg, Pestalozzi, Salzmann und Franke. Ihre Westseite nahm auf einem Podium stehend eine große, von der Firma Kempper & Sohn erbaute 8 Stimmen umfassende Orgel als Hauptschmuckstück ein. An der Tür sind unter dem Symbol des Fleißes, drei Bienen, zwei Kinderköpfe, ein Knabe und ein Mädchen, angebracht. Dazwischen ist der Sinnspruch: „An Gottes Segen ist alles gelegen.“ zu lesen. Seine Beleuchtung bestand aus zwei großen Kronen mit je 12 Glühlampen. Zur Eröffnung wurde sie als Zierde der Lübeckischen Schulbauten bezeichnet und darauf verwiesen, dass sie im Gegensatz zu der des Katharineums von einer „Fülle von Luft und Licht durchflutet“ sei.

### Turnhalle

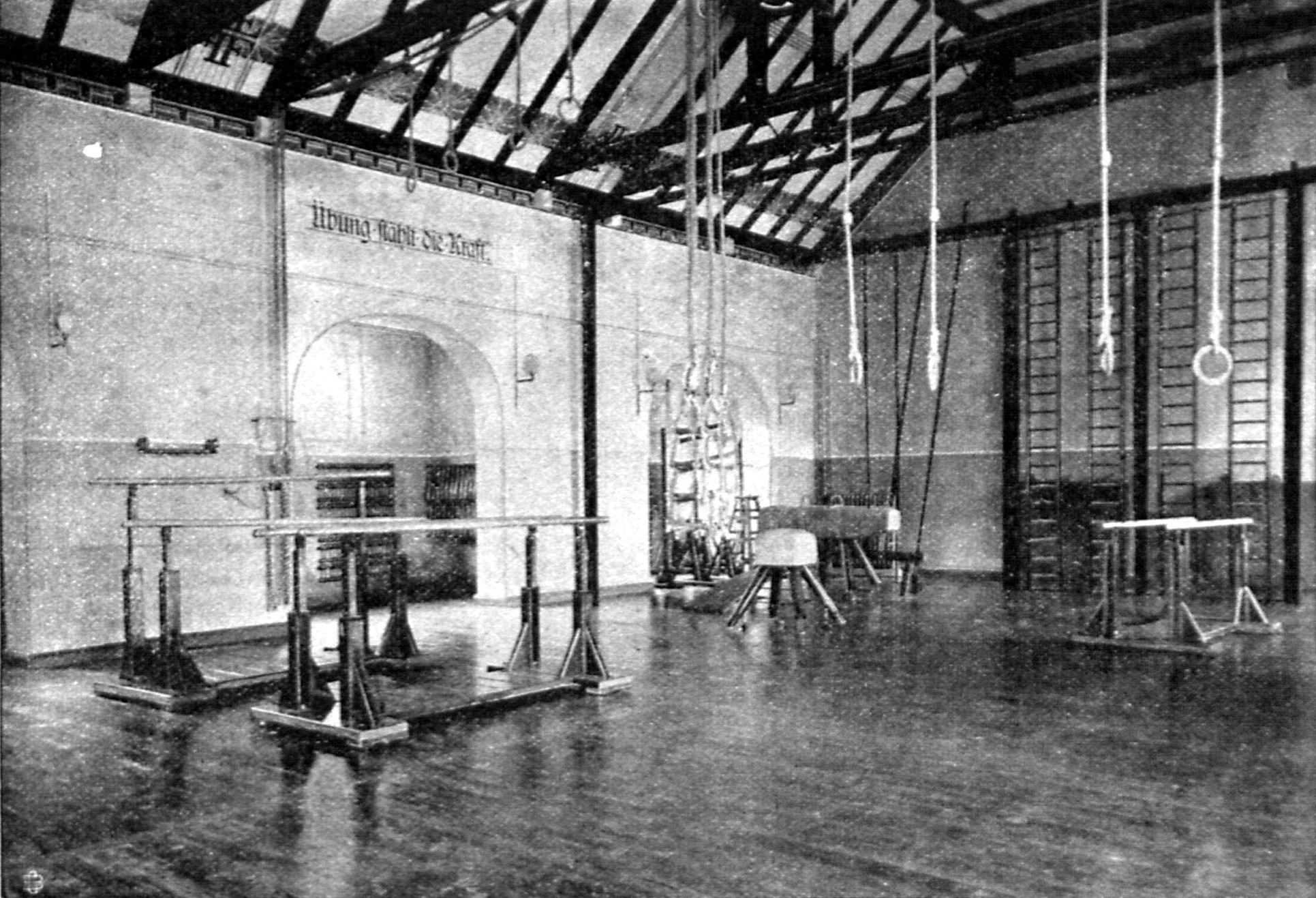
Turnhalle

Auf der südlichen Seiten des Platzes befanden sich an einem Flügelbau die Turnhalle und das Abortgebäude. Die Turnhalle war ein zweckmäßig ausgestatteter Bau. Die freiliegenden Hölzer der die Halle überspannenden trapezförmigen Decke waren durch die Bemalung von der Holzverkleidung, auf welcher sich ein grüner Blätterfries hinzog, abgehoben. Die Wände zierten die Kernworte:
„Übung stählt die Kraft“ und „Kraft schafft Leben.“
Sie war mit Geräten und allen Hilfsmitteln der Turnerei ausgestattet. Neen den üblichen Recks, Barren, Böcken, Pferden, Sprung- und Klettergerätschaften, fand man ebenfalls eine vollständige Ausstattung an Handgeräten wie Keulen, Hanteln, hölzernen und eisernen Stäben.

## Denkmalschutz
Das gesamte Gebäude einschließlich der Turnhalle ist in die Denkmalliste der Hansestadt Lübeck eingetragen (Nr. 814) und steht damit unter Denkmalschutz.